# Ophion flavopictus
Ophion flavopictus är en stekelart som beskrevs av Smith 1874. Ophion flavopictus ingår i släktet Ophion och familjen brokparasitsteklar. Inga underarter finns listade i Catalogue of Life.